# Be-12
Be-12 Czajka (ros. Бе-12 Чайка) – dwusilnikowy samolot-amfibia o napędzie turbośmigłowym, opracowany przez biuro konstrukcyjne Berijewa.

## Historia
Samolot skonstruowany pierwotnie dla wojska i mający zastąpić w służbie przestarzałe samoloty Be-6. W odróżnieniu od pierwowzoru zastosowano w nim nowocześniejsze i ekonomiczniejsze silniki turbośmigłowe. Pierwszy lot Be-12 miał miejsce 18 października 1960 roku. Pierwsza publiczna prezentacja miała miejsce w Moskwie w 1961 roku. W kodzie NATO samolot otrzymał oznaczenie Mail.
Samolot służył przede wszystkim do patrolowania wód i wybrzeża oraz do niszczenia okrętów podwodnych, wykorzystywany był również w ratownictwie morskim i badaniach geologicznych. Na wersji cywilnej, oznaczonej jako M-12, ustanowiono 42 rekordy międzynarodowe. Na potrzeby gaszenia pożarów lasów opracowano wersję przeciwpożarową oznaczoną jako Be-12P.
Do 1972 roku w zakładzie lotniczym w Taganrogu wyprodukowano 143 samoloty.

## Wersje
W trakcie prac nad konstrukcją opracowano wersje rozwojowe:
- Be-12N – wersja zwalczania okrętów podwodnych,
- Be-12PS – wersja ratownictwa morskiego,
- Be-12T – wersja trałowcowa,
- Be-12P – wersja pożarnicza,
- Be-12I – cywilna wersja badawcza,
- Be-12NCh – cywilna wersja transportowa.

## Konstrukcja
Dwusilnikowy samolot-amfibia w układzie grzbietopłatu. Kadłub o konstrukcji półskorupowej o dolnej części w kształcie dna łodzi z pojedynczym redanem. Miejsca pilotów umieszczone obok siebie, nawigator zajmował stanowisko w oszklonym nosie, radiotelegrafista miał miejsce w środkowej części kadłuba. Skrzydło o obrysie trapowezowym w kształcie litery M, wyposażone w lotki i dwusekcyjne klapy. Silniki zamocowane w najwyższej części skrzydeł. Na końcach skrzydeł zamontowano stałe pływaki poprawiające stateczność samolotu na powierzchni wody. Podwozie trójkołowe z kółkiem ogonowym, chowane w kadłubie. Napęd stanowiły dwa silniki turbośmigłowe AI-20D, dodatkowym wyposażeniem był silnik pomocniczy AI-8 służący do rozruchu silników głównych. Silniki napędzały czterołopatowe śmigła o zmiennym skoku. Zapas paliwa wynosił 9000 litrów, dodatkowo w kabinie ładunkowej można było zainstalować dwa dodatkowe zbiorniki o pojemności 1800 litrów każdy. 